# ایستس چینی
ایستس چینی (نام علمی: Isoëtes sinensis) نام یک گونه از سرده علف شهپر است.